# Stevan Naumov
Stevan Naumov Stiv (Bitola, 27. listopada 1920. — Bolno, 12. rujna 1942.) bio je student, član Pokrajinskog komiteta KPJ za Makedoniju i narodni heroj Jugoslavije.

## Životopis
Rođen je 1920. godine u Bitoli. Osnovnu školu i gimnaziju završio je u rodnom gradu, a 1938. godine se upisao na Tehnički fakultet u Beogradu. Tijekom gimnazijskog školovanja, bavio se prevođenjem tekstova s njemačkog jezika za organizaciju „Trezvena omladina“, a bio je i dobar gimnastičar. U školi se upoznao s Kuzmanom Josifovskim.
Tijekom studija na Beogradskom sveučilištu, sudjelovao je u mnogim demonstracijama. Poslije jednih demonstracija, na kojima je rukovodio udarnom skupinom, bio je uhićen i šest dana je proveo u zatvoru „Glavnjači“. nakon toga je bio protjeran u Bitolu. Poslije se vratio u Beograd, ali je ponovo bio uhićen. U članstvo Komunističke partije Jugoslavije primljen je 1939. godine, a u rujnu 1940., bio je postavljen za tajnika Mjesnog komiteta (odbora) KPJ u Bitoli.
Poslije Travanjskog rata i okupacije Kraljevine Jugoslavije, radio je na pripremanju oružanog ustanka protiv okupacije u Bitoli. Oštro se suprotstavio tadašnjem tajniku Pokrajinskog komiteta KPJ za Makedoniju, Metodiju Šatorovu, koji je htio makedonsku partijsku organizaciju pripojiti Bugarskoj komunističkoj partiji.
U travnju 1942. godine, sudjelovao je u formiranju Bitolskog partizanskog odreda „Pelister“, a u svibnju je postao član privremenog PK KPJ za Makedoniju. Na ulici u Bitoli, 6. svibnja 1942. godine, ubio je policijskog načelnika. Tijekom kolovoza, rukovodio je partizanskom akcijom protiv bugarskih vojnika u selu Kožanima.
Kao rukovoditelj Narodnooslobodilačke borbe u Bitoli, sastao se s Dimitrom Bogoevskim, tajnikom Sreskog komiteta KPJ za Resen, radi dogovora oko koordinacije partizanskih odreda. Njih dvojica ponovno su se sastali 12. rujna 1942. godine, i prenoćili u jednoj kući blizu sela Bolno. Bugarska policija, koja je bila u potjeri za partizanima, opkolila je kuću i pozvala ih je da se predaju. Ne htijući da se predaju, vodili su borbu s neprijateljem, a kada im je ponestalo streljiva, posljednjom bombom su izvršili samoubojstvo, kako ne bi živi pali u ruke neprijatelju.
Ukazom Predsjedništva Antifašističkog vijeća narodnog oslobođenja Jugoslavije (AVNOJ), 29. srpnja 1945. godine, među prvim borcima Narodnooslobodilačke vojske, proglašen je za narodnog heroja.